# 필리핀
필리핀 공화국(필리핀어: Republika ng Pilipinas 레푸블리카 낭 필리피나스, 영어: Republic of the Philippines), 약칭 필리핀(필리핀어: Pilipinas 필리피나스, 영어: Philippines)은 서태평양에 위치한 동남아시아의 섬나라이다. 북쪽의 루손 해협 건너편에는 중화민국, 서쪽의 남중국해 건너편에는 베트남이 있다. 필리핀은 섬으로 이루어져 있는데, 크게 루손섬, 비사야스 제도, 민다나오섬의 세 지역으로 나뉜다. 주요 도시로는 마닐라, 다바오, 케손시티, 세부 등이 있다.
2014년 7월 필리핀 인구가 약 1억명돌파한 이후, 2025년 기준으로 세계에서 14번째로 인구가 많은 나라이다. 또한, 약 1,100만 명의 필리핀인들이 해외에 살고 있다. 필리핀에는 다양한 민족과 문화가 존재한다. 선사시대에 필리핀에 거주했던 사람들 중에는 네그리토가 있다. 그리고 그 뒤를 이어 오스트로네시아어족언어를 사용하는 사람들이 정착했고, 말레이시아의 문화와 힌두교, 이슬람 등이 전래되었다. 또한, 무역으로 중국 대륙의 문화가 필리핀에 영향을 끼쳤다.
1521년, 페르디난드 마젤란이 필리핀에 도착한 이후, 스페인이 필리핀에 관심을 갖기 시작하였고, 결국 스페인의 지배를 받게 되었다. 식민 지배 동안에 마닐라는 아카풀코와의 무역 연결점이 되었으며, 가톨릭이 널리 전파되었다. 19세기 말에 필리핀 혁명이 일어나고, 짧은 기간 동안 유지된 필리핀 제1공화국이 세워졌다. 그리고 뒤를 이어 미국-스페인 전쟁과 필리핀-미국 전쟁이 일어났다. 두 전쟁으로부터 승리한 미국이 필리핀을 지배했는데, 제2차 세계대전이 끝나고 필리핀이 독립을 할 때까지, 일제강점기 일본군이 점령했던 기간을 제외하고는 미국이 필리핀의 주권을 가지고 있었다. 미국의 지배를 계기로 영어와 서양 문화가 필리핀에 전해졌다.

## 역사

### 선사 시대
칼라오 원인이 약 67,000년 전에 처음 정착한 것으로 여겨진다. 이전까지는 탄소동위원소 측정법으로 약 24,000년 전에 살았던 것으로 추정되는 팔라완에서 발견된 타본 원인이 가장 오래된 인류였다. 또한 네그리토인들 역시 초기에 정착한 민족이지만, 정확히 언제 도래했는지는 알 수 없다.
고대 필리핀인의 기원에 대해서는 상반되는 여러 개의 학설이 있다. 가장 널리 수용되는 언어학적, 고고학적 모델은 “타이완 유래설 모델”이다. 오스트로네시아인들이 량주 문화와 같은 장강의 신석기 문명으로부터 온 후손이며 대만에서 유래했다는 모델이다. 이에 따르면 기원전 4000년 경에 도착한 것이 된다. 기원전 1000년경에, 이 제도에 살던 사람들이 네 개의 사회 집단으로 발전했으며, 사냥-채집을 하는 종족, 전사 사회, 고원 금권정치, 그리고 해양 항구 집단으로 나눠졌다는 것이다.

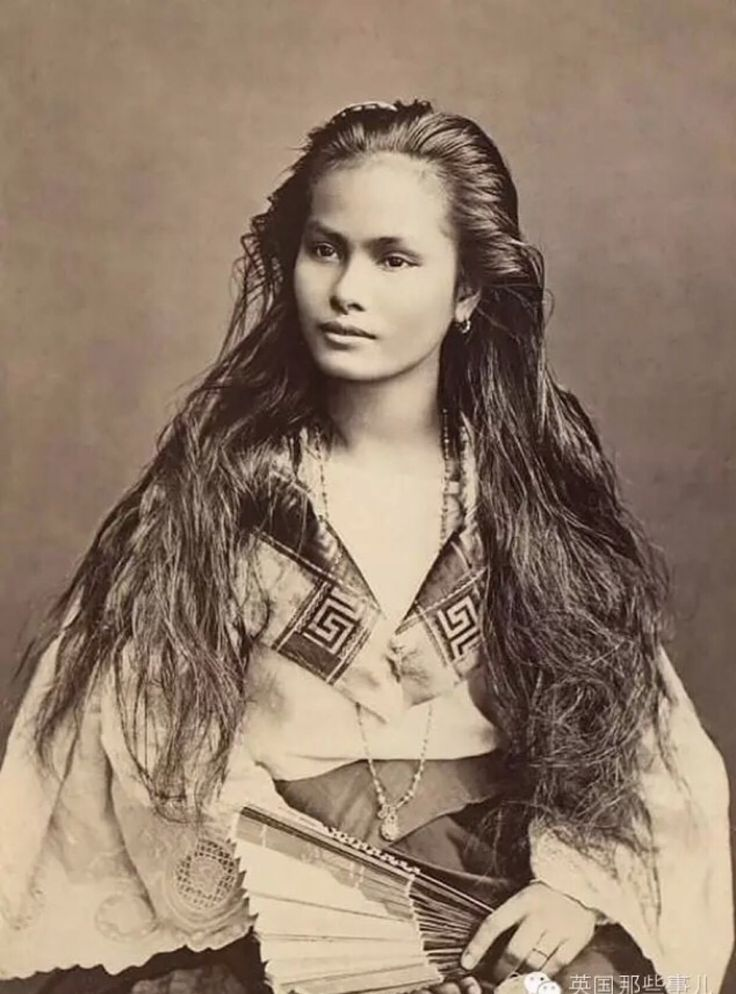
1870년대, 필리핀 원주민-중국계 혼혈 여성

### 스페인의 식민통치
16세기 초반까지 여러 섬에 각기 다른 부족들이 나뉘어 있어 통일 국가는 형성되어 있지 않았다. 1521년에 스페인 카를로스 1세의 후원으로 실시한 서회항로 탐험중에 마젤란이 세부에 도착하면서 필리핀이 유럽에 알려지게 되었다. 1565년 미겔 로페스 데 레가스피(Miguel Lopez de Legazpi)에 의해 식민지로 선언되었고, 스페인의 필리핀 식민통치가 시작되었으며, 19세기 말까지 325년 동안  스페인의 식민통치가 지속되었다. 이때 동남아시아 유일의 로마 가톨릭 국가가 된 필리핀은 수도사의 천국이라는 별칭을 얻었다. 나라이름은 당시 스페인 국왕이었던 펠리페 2세의 이름을 따서 만들었다. 그러나 스페인에서 온 식민통치 권력과 결탁하여, 종교권력을 휘두르는 교회의 압제에 항거하여 필리핀 독립을 쟁취하려는 움직임이 19세기 말 시작되어 각지에서 민중항쟁이 일어났다.

### 미국의 식민통치

#### 미국-스페인 전쟁
1898년 미국-스페인 전쟁에서 패한 스페인은 파리 강화 조약에 따라 미국에게 2,000만 달러를 받고 필리핀, 괌 등 지배권을 양도했다. 필리핀 혁명과 미국-스페인 전쟁의 결과 필리핀인의 최초의 공화국인 필리핀 제1공화국이 건립되었으나 곧바로 미국의 불인정과 함께 식민화가 시작되어 이에 저항하는 필리핀인과 미국-필리핀 전쟁이 일어났다. 초대 대통령 에밀리오 아기날도의 지휘아래 격렬하게 저항했으나 결국 압도적인 미국의 군사력에 많은 희생자를 낳고 굴복하여 필리핀 제 1공화국은 붕괴하였다.
그러나 이때의 많은 희생으로 인해 미국의 통치는 스페인식 압제보다는 좀 더 자치권을 많이주는 식으로 진행되었다. 1916년 필리핀의 자치법인 존스 법이 통과되었으며 이때의 미국의 필리핀 통치는 다른 서양국가와는 달리 비교적 자율적인면이 있었다. 그리고 필리핀의 빠른 경제성장을 이루었다. 하지만 필리핀은 식민지로서 자체적인 경제정책을 수립하지 못했기 때문에 바라던 만큼의 이익을 얻을 수 없었다.
미국의 식민통치때는 공중보건 개선과 무료 보건소 혜택으로 평균수명이 연장되었고 이로 인해 인구도 큰폭으로 증가하였다. 그리고 이때부터 남자와 여자가 같이공부할 수 있는 남녀공학제도 도입되면서 남성과 여성 도 똑같은 권리를 누리게되어 처녀도 혼자 외출할 수 있었으며 여러 전문직을 비롯해 어떤직장에서나 평등하게 일할 수 있게되었다. 새 토지 정책, 미국과의 자유무역, 농업성장, 교통 통신의 발달, 새로운 산업, 은행의 등장, 공중보건과 위생의 향상등으로 인해 인구가 약 3배 가까이 늘었으며 빠르게 경제성장을 이루었다.

#### 반미항쟁
그 후에도 로마 가톨릭 사제와 수녀들이 주동하는 필리핀 민중들의 독립투쟁은 계속되고 혁명 정부도 수립되었으나 미국은 이를 인정하지 않았다. 1934년 미국 의회에서 타이딩스-맥더피 법이 통과되어 10년 후에 필리핀이 독립하기로 예정되었다.

### 필리핀 독립
1935년에는 필리핀 연방이 조직되었고 마누엘 케손이 초대 대통령에 올랐다. 제2차 세계대전 중 필리핀은 일본군의 점령하에 있었다. 일본은 1943년에 필리핀 독립을 승인했고 대통령에는 호세 파키아노 라우렐이 선출되었다.
전쟁이 끝난 1946년에 미국은 필리핀의 완전 독립을 승인, 공화제를 채택한 필리핀은 마누엘 로하스를 초대 대통령으로 뽑았다. 그 뒤 필리핀은 아시아권에서 빠른 경제발전을 이룩하였지만, 국민들의 기대와는 다르게 정치적/경제적 문제는 쉽사리 해결되지 않았다. 필리핀은 미국에게 경제적 원조를 받는 대신, 공군/해군기지를 빌려주기로 한다.
1965년 페르디난드 마르코스가 대통령이 되었다. 집권 초 페르디난드 마르코스는 '민주 공화국'을 내세우고, 효율적 세제운영과 대외차관 유치 등으로 국가를 안정시키는 데 성공해 이슬람세력 등 반정부세력들의 반발에도 인기가 높았다. 그러나, 독재와 장기집권, 본인과 일가의 부정부패로 인해 1980년대에 들어서면서 국내외에서 거센 비난을 받기 시작했다. 1983년 베니그노 아키노 2세의 암살을 계기로 마르코스의 인기는 끝없이 추락했고, 1986년 베니그노의 아내인 코라손 아키노가 야당 단독후보로 대선에 출마하자 숱한 선거부정으로 겨우 재선됐다. 이로 인해 반정부 시위가 전국적으로 번지게 되었고, 결국 마르코스는 2월 26일 하야했다.
1986년 코라손 아키노가 필리핀 최초의 여성대통령이 되었다. 그러나 임기 초반부터 테러가 일어나, 정치적인 어려움을 겪게 된다. 1992년에는 아키노의 지명을 받은 피델 라모스가 대통령이 되었고, 1998년에는 영화배우 출신의 조지프 에스트라다가 대통령이 되지만, 부정부패로 국민들의 반감을 사 2001년 중도사임했다.
에스트라다의 사임으로 디오스다도 마카파갈(Diosdado Macapagal)의 딸인 글로리아 마카파갈아로요가 대통령이 되었다. 2004년 재선에 성공하지만, 부정부패에 연루되어 결국은 대통령직을 사임하고, 현재는 하원의원으로 재직 중이다.
2010년 코라손 대통령의 아들인 베니그노 아키노 3세(Benigno Aquino III)가 대통령이 되었다. 한편 아로요는 선거조작 혐의로 기소되었다.
EDSA 이후 통치에 대한 대중의 불만이 커지면서 2016년 포퓰리즘 성향의 로드리고 두테르테 대통령이 당선되었다. 두테르테 대통령의 임기 동안 자유주의 경제 정책은 대부분 유지되었지만 자유주의가 쇠퇴했다. 두테르테 대통령의 최우선 과제 중 하나는 경제 성장을 촉진하기 위한 인프라 지출을 적극적으로 늘리는 것, 방사모로 유기법 제정, 범죄 및 공산주의 반란에 대한 단속 강화, 마약 확산을 줄이면서도 초법적인 살인으로 이어진 마약 퇴치 캠페인 등이었다. 
2020년 초, 코로나19 팬데믹이 필리핀에 도달하면서 전국적인 봉쇄 조치가 필요해졌으며, 이로 인해 단기적이지만 심각한 경제 침체가 발생했다. 두테르테 대통령의 정책을 계속 유지하겠다는 약속 아래 마르코스의 아들 봉봉 마르코스는 두테르테 대통령의 딸 사라와 함께 출마하여 2022년 선거에서 승리했다. 그러나 마르코스 대통령의 친미 외교 정책 갱신은 두테르테 대통령의 중국과의 우호 관계를 역전시킨 것으로 여겨졌으며, 이후 남중국해에서의 영토 분쟁이 격화되고 있다.

## 지리

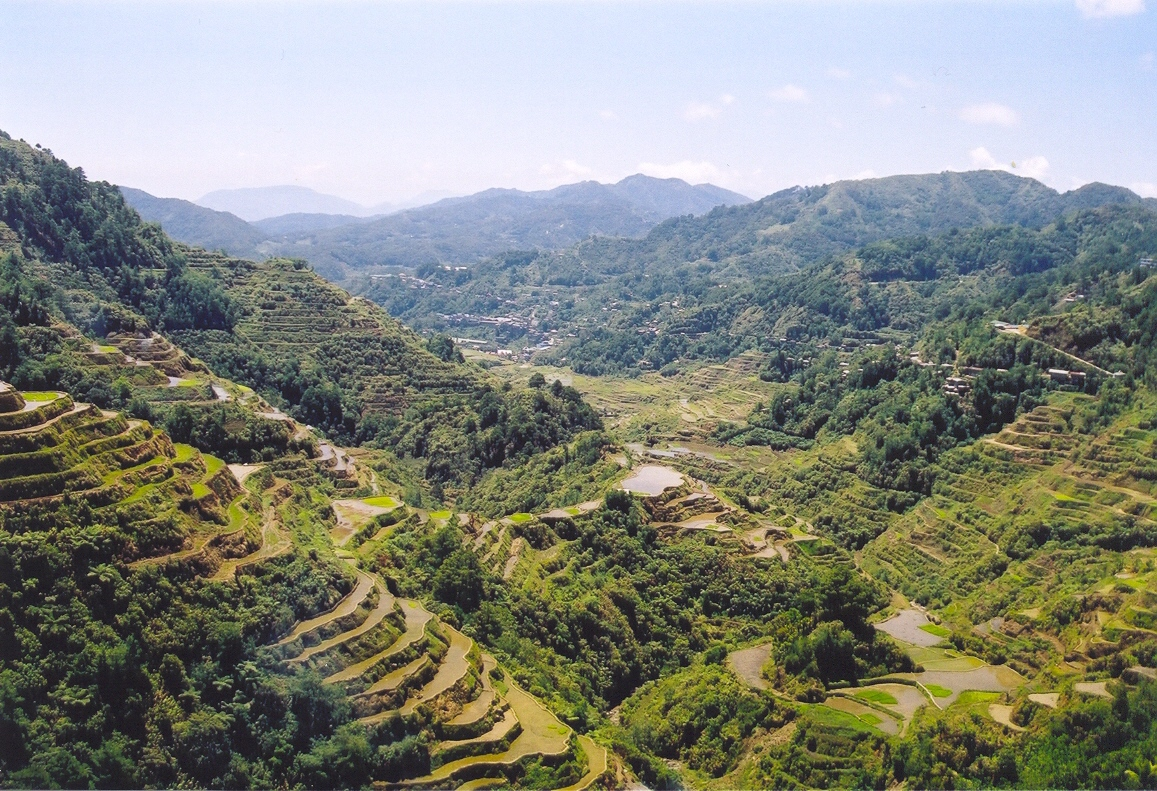
바나우에 계단식 논

### 섬나라
필리핀은 동남아시아의 동북단에 있으며 아시아와 오세아니아 대륙 사이에 자리 잡은 7,107개의 크고 작은 섬으로 이루어진 군도 국가이다. 대부분 무인도에 불과해 사람이 사는 섬은 약 880개뿐이며 이름이 붙여진 섬도 약 2,700개밖에 존재하지 않는다. 필리핀 군도의 섬들은 환태평양 화산대에 속하기 때문에 지진이 자주 발생하고 화산 활동도 활발하다. 섬들의 지형은 대체로 산이 많으며, 평야는 해안에 접한 저지대를 흐르는 하천 유역에 한정되어 있어서 농경지는 별로 없다. 가끔 농경지가 발견되어도 거의 계단식의 형태를 띠고 있다.

### 산과 호수
필리핀은 화산 덕택으로 아름다운 산과 호수가 많다. 특히 이 나라 최대의 섬인 루손섬의 마욘 산은 원뿔형의 활화산으로 무척 아름답다. 루손섬과 민다나오섬의 면적이 전 국토의 70%를 차지한다.

### 기후
열대성이며 몬순과 태풍의 영향을 많이 받는다. 1년 내내 기온이 높은 마닐라의 연평균 기온은 27도이다. 몬순은 6월부터 10월까지는 남서에서, 11월부터 3월 말까지는 북동에서 불어온다. 계절은 우기와 건기로 나뉘며 군도의 동쪽과 서쪽에서는 건기와 우기가 서로 엇갈린다. 태풍은 7월에서 10월까지의 시기에 내습하는데 특히 루손섬은 매년 태풍의 통로가 되고 있다.
- 12 ~ 2월

이 시기는 필리핀의 겨울이며, 여름보다 비교적 기온이 낮고 비도 적다. 이런 경향은 마닐라를 포함한 루손섬 북서부에서 나타난다. 하지만, 건기라 해도 태평양 동해안에서는 큰 비가 내리기도 한다 하지만 루손에는 1월에서2월사이에 태풍이 거의 다온다.
- 3 ~ 5월

이 시기는 다른 나라의 봄에 해당하며, 필리핀에서는 아주 빨리 여름이 찾아온다. 그중에서도 5월 무더위의 낮 온도는 35 ~ 40도까지 오르기도 한다. 밤에도 기온은 아직 남아있어서 대개 25도 정도이다. 하지만, 아직 건기이기 때문에 더워지진 않다. 하지만, 바기오 지방은 이 시기가 되어도 시원하다.
- 6 ~ 11월

대개 5월에 여름이 끝나고 6월부터 우기가 시작된다. 하지만, 최근엔 기상이변으로 우기의 시작이 늦어지고 있다. 1983년에는 7월 중순까지 건기가 계속되기도 했다. 우기는 11월까지 계속되어서 이로 말미암아 비사야스 제도 지방, 민다나오섬 북동부, 루손섬 동해안에서는 매년 태풍에 의해 큰 피해가 발생하고 있다.

## 민족

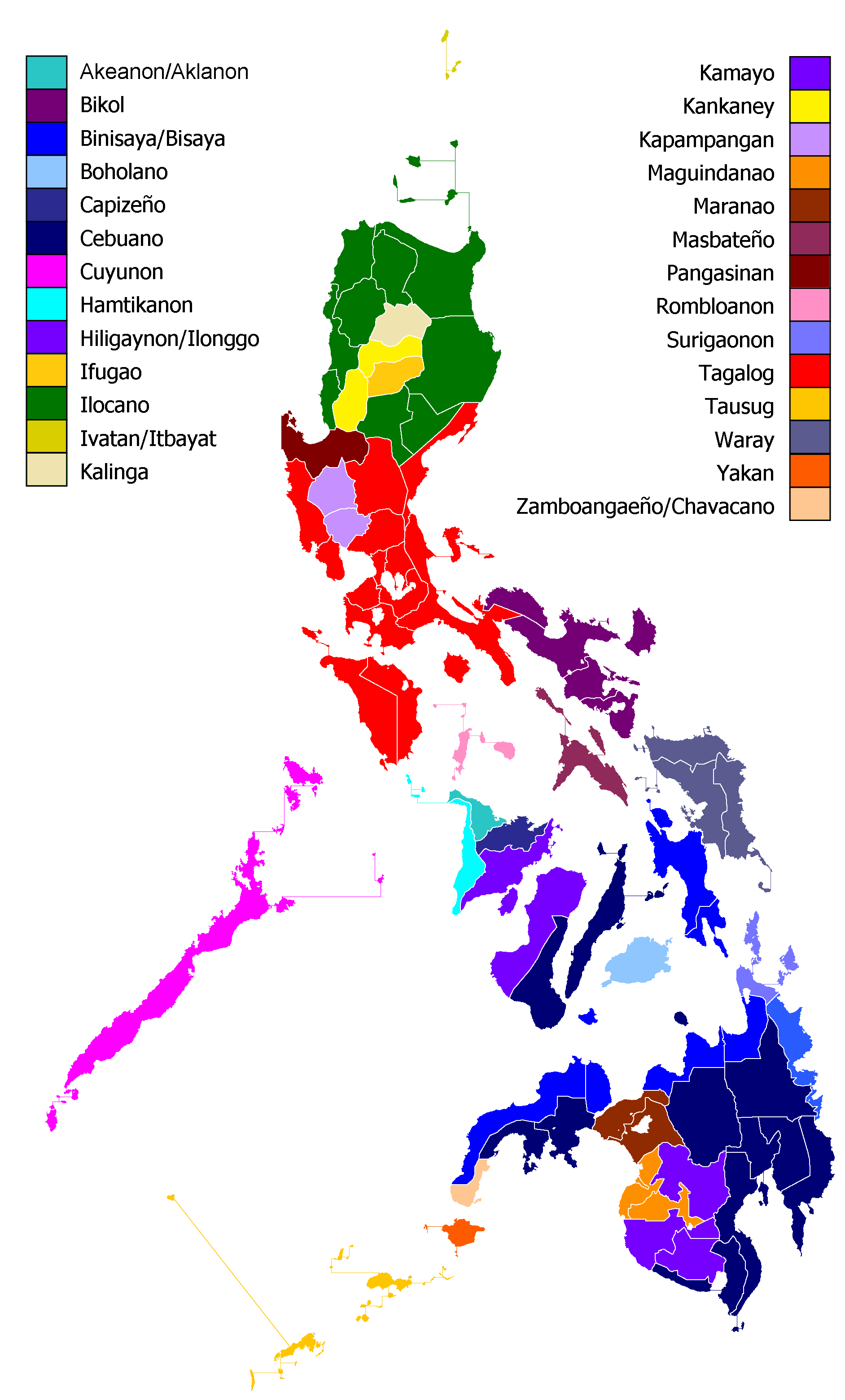
지방별 민족 구성

#### 다양한 인종
2000년 인구조사에서 필리핀인 중 28.1%는 타갈로그족, 13.1%가 세부아노족, 일로카노족 9%, 비사야족 7.6%, 힐리가이논족 7.5%, 비콜족 6%, 와라이족 3.4%, 그리고 25.3%가 기타로 구성되어 있다.
이것은 다시 보다 뚜렷한 비종족 집단으로 쪼개어져 나눌 수 있으며, 모로족, 카팜팡안족, 팡가시난족, 이바나그족 그리고 이바탄족으로 나눌 수 있다. 뿐만 아니라, 이고로트족, 루마드족, 망간족, 바자우족, 그리고 팔라완의 부족과 같은 토착민들도 존재한다. 아에타족과 아티족 같은 네그리토들은 이 제도에 초기에 정착한 고대 민족으로 여겨진다.
이들 민족 외에 10%는 화교와 메스티소라고 불리는 혼혈족이 차지한다. 화교가 경제생활에 공헌하고 있다면 메스티소는 경제적으로 윤택하며 고등 교육을 받아 사회적으로도 상류 계급을 형성하고 있다. 종교는 85%가 로마 가톨릭 교회를 신봉한다. 이 밖에 군도의 남쪽에 거주하는 모로족은 이슬람교를 믿으며 도이프가오족 등의 민족은 정령을 숭배한다. 복잡한 민족만큼이나 언어 또한 많아 70종 이상의 언어가 사용되고 있다. 공용어는 영어, 타갈로그어, 스페인어이다. 필리핀 국민은 말레이족을 근간으로 하여 중국인, 미국인, 스페인인 및 아랍 혈통의 후손들로 구성되어 있다. 2000년 5월 기준으로 필리핀 인구는 76,500,000명이며 각 인종의 구별은 거의 없다. 서구 국가의 오랜 식민 통치 역사와 무역 상인들의 혈통이 섞여 외모와 문화 모두에서 동양과 서양이 독특하게 혼합된 국민이 나타났다. 중국어 사용 주민도 조금 있다.

#### 친족 정신
필리핀 국민의 특성은 실제로 모든 문화가 조금씩 섞여 있다. 필리핀인들의 유명한 친족 정신은 말레이족 선조로부터 물려받은 것이며, 긴밀한 가족 관계는 중국인으로부터 전해진 것이다. 경건한 신앙심은 16세기 기독교를 전파한 스페인 사람들로부터 물려받았다. 타갈로그어가 공식 국가언어라면 영어는 비공식 언어로 간주된다.

#### 지역에 따른 문화
필리핀 민족은 지리적 문화적으로 지역에 따라 구별되며 각 지역적 집단은 상이한 풍습과 방언을 통해 구별할 수 있다. 북부 지역의 일로카노주 지역 주민은 강건하고 검소하며. 중부 평야지대의 타갈로그 주민은 근면하다. 중부지역 섬으로부터 비사야의 주민들은 낙천적이며 민다나오 지역에는 각색의 원주민과 경건한 무슬림들이 거주하고 있다. 그래서 201년7월27일부터 13년 9월28일 까지 방사모르공화국이라고 모로이슬람 해방전선 이 세운 미승인 국이다 2개월 1일동안 존속했다.

##### 원주민
원주민 부족 공동체는 군도 전체에서 찾아볼 수 있다. 지역적 문화적으로 광범위하게 세분되는 필리핀에는 111개 이상의 방언이 존재한다.

#### 혼합문화
필리핀은 동양과 서양의 문화가 만나는 문화 혼합 지역이다. 전통 문화와 스페인 문화가 공존한다. 민족의 배경에는 인도네시아계 민족과 말레이계 민족이 자리 잡고 있다. 또한 중국과 스페인계 혈통의 영향도 받았다. 미국 통치 및 무역 상인들과의 접촉 역사를 통해 동양과 서양이 독특하게 혼합되어 있으며 이러한 영향은 필리핀 국민의 외모와 문화에 나타난다.

## 행정 구역
필리핀 전국의 행정 조직은 17개 지방(Region), 81개 주(Province), 117개의 시(City), 1,501개 자치시(Municipality), 41,982개 바랑가이(Barangay)가 운영 중이다.
수도는 14개 시와 3개 자치시로 구성된 메트로 마닐라이다. 메트로 마닐라통괄하는 행정 기관은 메트로 마닐라 개발국(Metro Manila Developement Authority, MMDA)으로 광역 행정 업무를 협의, 조정하고 있다.

필리핀의 행정 구역

| 지방              | 칭호 (타갈로그어)     | 중심도시     |
| ----------------- | --------------------- | ------------ |
| 일로코스 지방     | 제1구(Rehiyon I)      | 산페르난도   |
| 카가얀밸리 지방   | 제2구(Rehiyon II)     | 투게가라오   |
| 중앙루손 지방     | 제3구(Rehiyon III)    | 산페르난도   |
| 칼라바르손 지방   | 제4-A구(Rehiyon IV-A) | 칼람바       |
| 미마로파 지방     | 제4-B구(Rehiyon IV-B) | 칼라판       |
| 비콜 지방         | 제5구(Rehiyon V)      | 레가스피     |
| 서비사야스 지방   | 제6구(Rehiyon VI)     | 일로일로     |
| 중앙비사야스 지방 | 제7구(Rehiyon VII)    | 세부         |
| 동비사야스 지방   | 제8구(Rehiyon VIII)   | 타클로반     |
| 삼보앙가반도 지방 | 제9구(Rehiyon IX)     | 파가디안     |
| 북민다나오 지방   | 제10구(Rehiyon X)     | 카가얀데오로 |
| 다바오 지방       | 제11구(Rehiyon XI)    | 다바오       |
| 소크사르젠 지방   | 제12구(Rehiyon XII)   | 코로나달     |
| 카라가 지방       | 제13구(Rehiyon XIII)  | 부투안       |
| 방사모로          | Bangsamoro            | 코타바토     |
| 코르디예라 행정구 | CAR                   | 바기오       |
| 메트로 마닐라     | NCR                   | 마닐라       |

## 정치

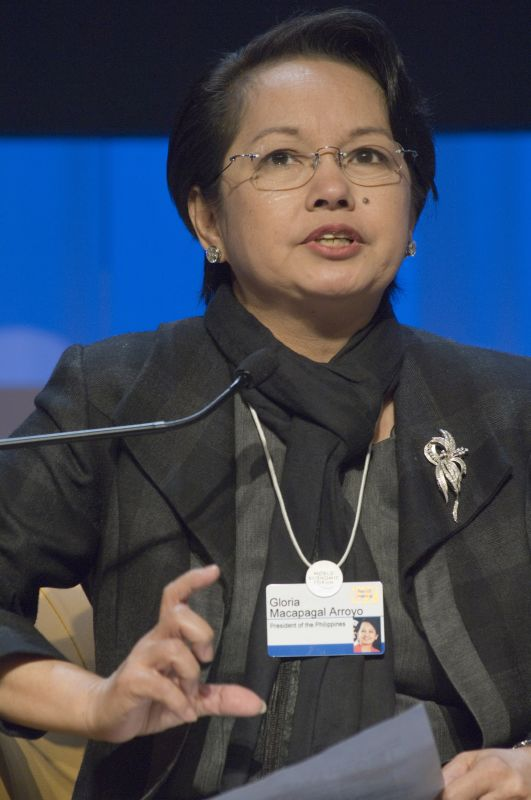
글로리아 마카파갈 아로요 전 대통령

### 마르코스독재와 민중항쟁
1965년 대통령에 취임한 페르디난드 마르코스는 1973년 국민 투표를 통해 장기 집권의 길을 열었다. 20년 장기독재 끝에 1986년 2월 민중들과 필리핀의 전통 교회인 로마 가톨릭 교회가 마르코스 독재정권에 맞서 싸운 민중항쟁으로 마르코스가 축출되고 코라손 아키노 대통령의 신정부가 출범했다.

### 아키노 정부
1987년 2월 필리핀 신헌법에 대한 국민 투표에서 아키노 정부는 76.3%의 압도적 지지를 얻고, 3권분립의 대통령 중심제에 대통령의 임기 6년, 중임 불가를 규정한 새 헌법을 발표했다. 하지만 공산당과의 소모적인 분쟁을 해소하기 위한 조치인 공산당 합법화 등의 공산주의에 대한 유화정책에 대한 불만으로 군부 쿠데타가 반발하고 우파 세력의 반발이 거세지자 아키노 대통령은 강경 정책으로 선회하였다. 좌파·공산세력도 이에 강경으로 대처했다. 외교정책은 독립 후 친미 정책으로 일관했다. 1966년에 아시아태평양이사회(ASPAC)에 가맹하고, 1967년에 동남아시아 국가연합(ASEAN)에 가입했다. 1970년대부터 독립 외교를 표방하고 중국·소련과의 광범위한 관계 수립, 동남아 제국 및 일본과의 관계 유지, 미국과의 균형관계 모색 등을 골자로 하는 신외교정책을 1973년 선언했다.

### 아키노 이후 정치변화
1992년 대선에서는 코라손 아키노의 지명을 받은 라모스가 당선됐으며 1998년 5월에는 조지프 에스트라다가 당선되었다. 2001년 1월 아로요 부통령이 대통령직을 승계했다.

### 대외 관계

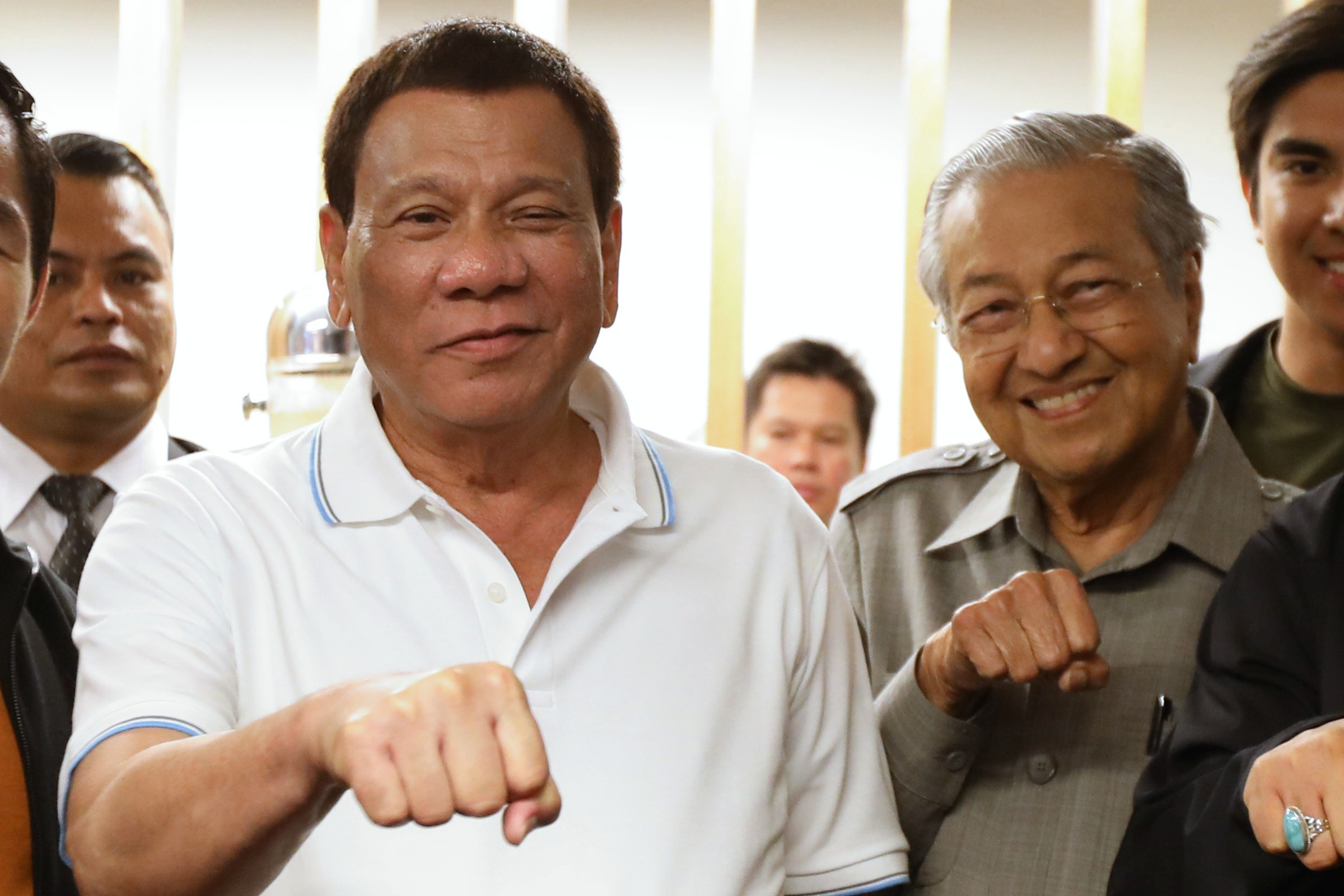
필리핀의 대통령 로드리고 두테르테과 말레이시아의 총리 마하티르 빈 모하맛 (2018년 7월 15일)

말레이시아와 필리핀은 사바주 일부 지역에 관한 분쟁을 외교문제화하지 않기로 합의하였다.

### 치안
필리핀의 치안은 불안 요소가 존재 한다. 총기소지가 자유로운 반면에 경찰력은 상당히 약하다. 경찰은 마을의 게이트를 지키거나 경찰서와 순찰자를 이용하여 거리 치안과 범죄를 예방하나, 작은 범죄(소매치기, 사소한 다툼) 등은 빠르게 대처하지 못한다. 그래서 대부분의 가게에는 안전요원이 배치돼있다. 안전요원은 가게주와 계약을 맺고 손님과 가게를 보호한다. 가끔씩 범죄가 일어날 경우 가지고 있는 총기를 이용해 관광객이나 행인을 보호하기도 한다. 컨테이너 박스나 가게 앞에 서서 문을 열어주거나 화장실을 안내해주는 도시 안내원 역할도 하고 있다. 그들의 셔츠 주머니에는 Fisher, Security 등 안전 요원을 뜻하는 단어가 쓰여있다. 그러나 이들이 지키는 도시에도 관광객이나 외국인을 상대로 하는 범죄가 꾸준히 발발하는 등 치안상태는 불안하다고 할 수 있다.

#### 군대
필리핀군(AFP)은 필리핀 공군, 필리핀 육군, 필리핀 해군의 세 가지 로 구성되어 있다. 민간 보안은 필리핀 내무부 및 지방 정부 산하의 필리핀 국가 경찰이 담당한다. AFP의 총 인력은 2022년 기준으로 약 28만 명이며, 그 중 13만 명은 현역 군인, 10만 명은 예비군, 5만 명은 준군사조직이다.
2023년에는 4억 7,700만 달러(GDP의 1.4%)가량 필리핀 군대에 지출되었다. 필리핀의 국방비 대부분은 공산주의 및 무슬림 분리주의 반란과 같은 내부 위협에 대한 작전을 주도하는 필리핀 군대에 지출되었으며, 내부 보안에 대한 집착은 1970년대에 시작된 필리핀 해군 능력의 쇠퇴에 기여했다. 군사 현대화 프로그램은 1995년에 시작되어 2012년에 확장되어 보다 유능한 국방 시스템을 구축했다.
필리핀은 오랫동안 지역 반란, 분리주의, 테러에 맞서 싸워왔다. 방사모로의 최대 분리주의 단체인 모로 민족해방전선과 모로 이슬람해방전선은 각각 1996년과 2014년에 정부와 최종 평화 협정을 체결했다. 아부 사야프와 방사모로 이슬람자유 투사와 같은 다른 무장 단체들은 특히 술루 군도와 마긴다나오주에서 몸값을 요구하며 외국인을 납치했지만, 그 존재감은 줄어들었다. 필리핀 공산당(CPP)과 그 군사 조직인 신민군(NPA)은 1970년대부터 정부를 상대로 게릴라전을 벌여 정부 관리와 보안군에 대한 매복, 폭탄 테러, 암살을 자행해 왔으며, 1986년 민주주의가 돌아온 후 군사적, 정치적으로 위축되었지만 필리핀 국민민주전선을 통해 도시 지역에서 공산주의 전선을 구축하고 부문별 조직에 침투하며 대중의 불만과 군사력 증강을 결집하는 등 대중의 지지를 계속 모으고 있다. 
필리핀은 2024년 세계 평화 지수에서 163개국 중 104위를 차지했다.

#### 미흡한 총기정책
이 나라는 법적으로 총기를 소지할 수 없는 나라이다. 그러나 총기 소지에 대한 마땅한 조치가 취해지지 않아 어린이들도 일반 총포점에서 탄약을 살 수 있다. 총포점은 큰 상가에서도 볼 수 있을 만큼 많고, 가격도 비싸지 않아서 더욱 위험하다. 택시 탑승이나, 밤늦게 거리에서 산책하는 일은 위험하며, 위협하는 일이 있어도 실랑이를 해서 상대방의 감정을 나쁘게 해서는 안 된다. 세부등 관광지라도 호텔주변에 대해서는 오후 6시이후의 외출은 대단히 위험하다.(2015년기준)
모순되게도 총기를 구할 수 있는 가장 쉬운 방법은 경찰에게 돈을 제시하면 구입이 가능하다고 한다. 한국인을 상대로 하는 총기사고가 빈번한데, 청부살인의 경우 한국돈으로 300만원 정도면 가능하고, 대상이 악명이 높고, 친구 중에서 총기를 소지한 사람이 있어서, 개인적으로 부탁하면 한국돈 50만원에 총기살해가 가능하다고 한다.

#### 도시 치안
잘 알려진 도시는 경찰들이 순찰을 하고 있으며 사람들의 교육 수준 등이 높아 범죄율이 낮으며, 마을 형태로 주거지가 형성되어 있다. 또한, 입구나 출구 쪽에는 언제나 검문소에서 마을로 들어오는 사람들을 일일이 검색하기 때문에 상대적으로 안전하다. 병원, 은행, 백화점이나 가게 등에서는 사설 경비원들이 보초를 서고 있으며, 이들은 총을 소지하고 있다. 출입구에선 언제나 총기 소지 여부를 확인하며, 어느 곳에서나 총을 소지하고 있는 사설경비들을 쉽게 볼 수 있다.

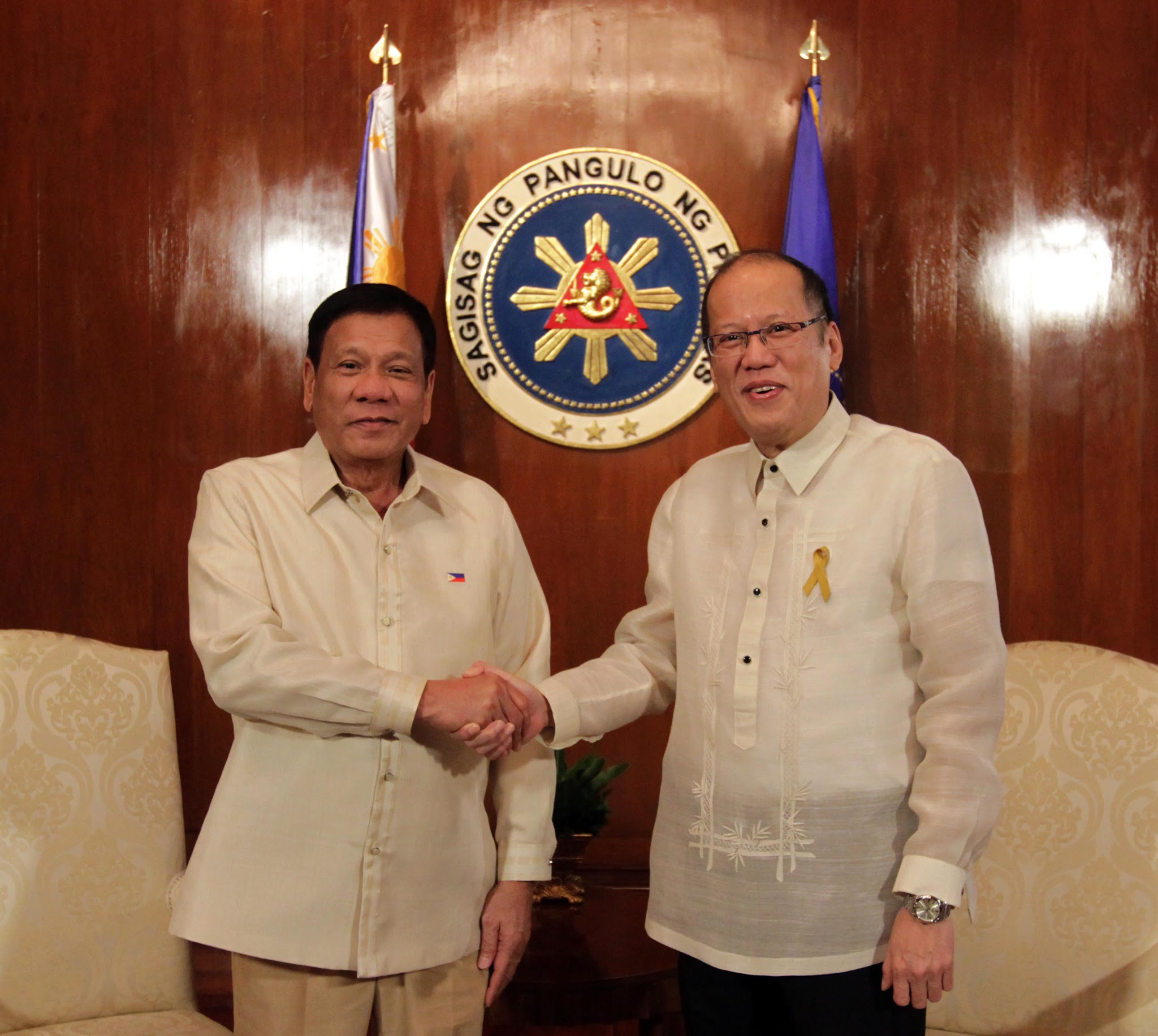
로드리고 두테르테(왼쪽)와 베니그노 아키노 3세(오른쪽)의 두 대통령

## 경제

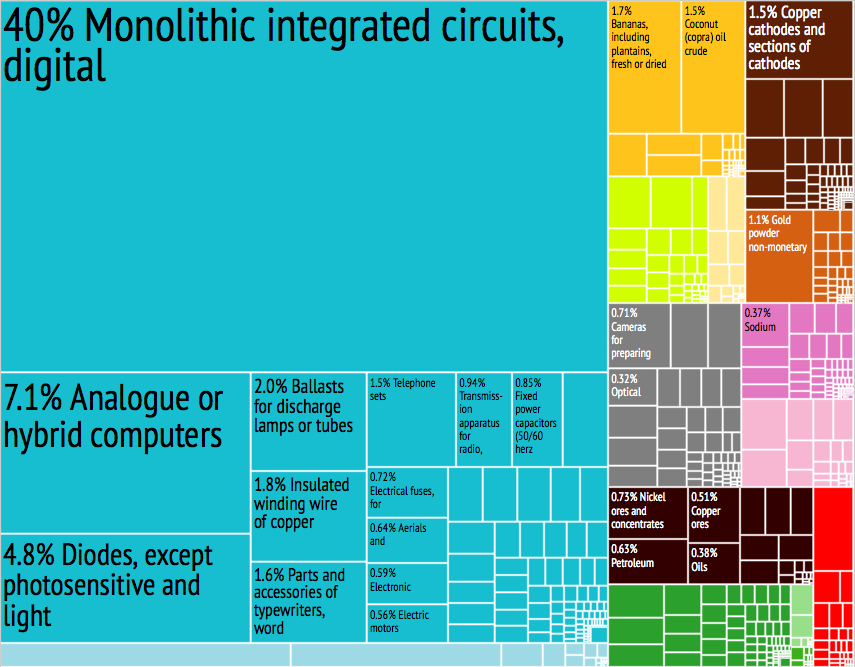
2012년 필리핀 수출 지도

필리핀 경제는 세계에서 34번째로 큰 국가로, 2025년 명목 국내총생산은 5,077억 달러로 추정됩니다. 신흥 산업화 국가인 필리핀 경제는 농업 기반에서 서비스와 제조업에 더 중점을 둔 산업으로 전환하고 있다. 필리핀의 노동력은 2023년 기준 약 5천만 명이며 실업률은 3.1%입니다. 2024년 1월 기준 필리핀의 외환보유고는 총 1,034억 6,000만 달러입니다. GDP 대비 부채 비율은 그해 3분기 말 17년 만에 최고치인 63.7%에서 2023년 말 60.2%로 감소했으며, 코로나-19 팬데믹 기간 동안 회복세를 보였습니다. 필리핀의 통화 단위는 필리핀 페소(₱ 또는 PHP)입니다.
필리핀은 순 수입국이자 채무국입니다. 2020년 기준으로 필리핀의 주요 수출 시장은 중국, 미국, 일본, 홍콩, 싱가포르였으며, 주요 수출 품목으로는 집적 회로, 사무용 기계 및 부품, 변압기, 절연 배선, 반도체 등이 있다. 그 해 주요 수입 시장은 중국, 일본, 한국, 미국, 인도네시아였다. 주요 수출 작물로는 코코넛, 바나나, 파인애플 등이 있으며, 아바카는 세계 최대의 생산국으로 2022년에는 세계에서 두 번째로 큰 니켈 광석 수출국이었으며, 2020년에는 금괴 금속의 최대 수출국이자 코프라의 최대 수입국이었다.
2010년경부터 연평균 6~7%의 성장률을 기록한 필리핀은 서비스 부문에 대한 의존도가 높아지면서 세계에서 가장 빠르게 성장하는 경제국 중 하나로 부상했다. 그러나 마닐라(특히 마닐라)가 새로운 경제 성장의 대부분을 차지하는 등 지역 개발은 불균등합니다. 해외 필리핀인의 송금은 필리핀 경제에 크게 기여하고 있으며, 2023년에는 GDP의 8.5%를 차지하며 372억 달러에 달하는 기록적인 금액을 기록했다. 필리핀은 세계 주요 비즈니스 프로세스 아웃소싱(BPO)의 중심지입니다. 약 130만 명의 필리핀인이 BPO 부문에서 주로 고객 서비스 분야에서 일하고 있다.

### 과학과 기술
필리핀은 농업 연구 개발에 대한 지출이 상대적으로 적음에도 불구하고 아시아에서 가장 큰 농업 연구 시스템을 보유하고 있다. 필리핀은 쌀, 코코넛, 바나나 등 새로운 품종의 작물을 개발했습니다. 연구 기관으로는 필리핀 쌀 연구소와 국제 쌀 연구소가 있다.
필리핀 우주국은 필리핀의 우주 프로그램을 관리하고 있으며, 1996년에 첫 번째 위성을 구입했다. 첫 번째 마이크로 위성인 디와타-1은 2016년에 미국의 시그너스 우주선에 실려 발사되었다.
필리핀은 휴대전화 사용자의 집중도가 높고 모바일 상거래 수준이 높다. 문자 메시지는 인기 있는 통신 형태로, 2007년에는 하루 평균 10억 건의 SMS 메시지를 보냈다. 필리핀 통신 산업은 20년 이상 PLDT-Globe Telecom 과점 체제에 의해 지배되어 왔으며, 2021년 Dito Telecom의 진입으로 필리핀의 통신 서비스가 개선되었다.

### 관광
필리핀은 기후와 저렴한 생활비로 인해 외국인들에게 인기 있는 휴양지입니다. 필리핀의 주요 관광 명소는 수많은 해변이며, 필리핀은 다이빙 애호가들에게도 최고의 여행지입니다. 2012년 트래블+레저가 선정한 세계 최고의 섬으로 불리는 보라카이, 팔라완의 코로나와 엘니도, 세부, 시아르가오, 보홀 등이 관광지입니다.
관광업은 2021년 필리핀 GDP에 5.2% 기여했으며(코로나19 팬데믹 이전인 2019년의 12.7%보다 낮았다), 2019년에는 570만 개의 일자리를 제공했다. 필리핀은 2023년에 545만 명의 해외 방문객을 유치하여 팬데믹 이전인 2019년의 826만 명 기록보다 30% 낮았으며, 대부분의 관광객은 한국(26.4%), 미국(16.5%), 일본(5.6%), 호주(4.89%), 중국(4.84%)에서 왔다.

## 사회

### 로마 가톨릭전통
필리핀은 아시아에서 유일한 로마 가톨릭 국가로서 플라자의 교회를 중심으로 이루어지는 사회의 생활 관습은 로마 가톨릭의 전통이 짙게 풍긴다. 주요 도시마다 대부분 화려한 바로크양식의 로마 가톨릭 교회가 있는데 특히 필리핀의 로마 가톨릭 교회행사는 열광적인 것으로 유명하다. 예수의 수난을 기념하는 성 금요일에는 많은 참회자가 실제로 자기 몸을 십자가에 묶고 못까지 박아 예수의 고난을 연출하기조차 한다. 한편, 사도신경에 근거하여 거룩하고 보편된 교회와 신자들간의 통공(communion)을 믿는 그리스도교 교의에 따라 각 바랑가이(최소 행정단위)의 수호성인을 공경하는 축제도 신앙생활의 중요한 단면이다.

### 언어
| 상위 5개의 언어 | 상위 5개의 언어 | 상위 5개의 언어 | 상위 5개의 언어 | 상위 5개의 언어 |
| --------------- | --------------- | --------------- | --------------- | --------------- |
| 언어            |                 |                 | 화자            |                 |
| 타갈로그/필리핀 | 타갈로그/필리핀 |                 | 5,200만         | 5,200만         |
| 세부아노        | 세부아노        |                 | 1,600만         | 1,600만         |
| 일로카노        | 일로카노        |                 | 1,500만         | 1,500만         |
| 힐리가이논      | 힐리가이논      |                 | 600만           | 600만           |
| 비콜            | 비콜            |                 | 500만           | 500만           |
| 참조:           |                 |                 |                 |                 |

국어는 필리핀어(표준화된 타갈로그어), 공용어는 필리핀어와 영어이지만, 모국어로 사용되는 언어는 합계 172개에 이른다. 이것들은 모두 오스트로네시아어족으로 분류되지만 거의 의사소통을 할 수 없을 정도로 차이가 있다. 그 밖에 사용되는 언어에는 중국어(베이징어나 푸젠어), 스페인어 식민지 시절의 스페인어와 차바카노어(스페인어 크리올), 이슬람교도 사이에 사용되는 아랍어, 말레이어가 있다. 특히 스페인어는 2008년 1월부터 공용어로 지정되었으며, 학교에서도 필수과목으로 가르친다.

### 교육
필리핀의 초등학교와 중등학교는 초등학교 6년, 중학교 4년, 고등학교 2년으로 구성됩니다. 정부가 제공하는 공교육은 초등학교와 중등학교, 대부분의 공립 고등교육 기관에서 무료입니다. 재능 있는 학생들을 위한 과학 고등학교는 1963년에 설립되었다. 정부는 기술 교육 및 기술 개발 당국을 통해 기술 직업 훈련과 개발을 제공한다. 2004년, 정부는 문해력 향상을 위해 학교 밖 아동, 청소년, 성인에게 대체 교육을 제공하기 시작했다. 마다리스는 그 해 16개 지역, 주로 교육부 산하 민다나오 무슬림 지역에서 주류를 이루었다. 1,500개 이상의 가톨릭 학교와 고등 교육 기관은 교육 시스템의 필수적인 부분입니다.
필리핀에는 2019년 기준으로 1,975개의 고등 교육 기관이 있으며, 그 중 246개는 공립이고 1,729개는 사립입니다. 공립 대학은 비종파적이며 주로 국가가 운영하거나 지방 정부가 자금을 지원하는 대학으로 분류됩니다. 국립 대학교는 필리핀의 8개 학교로 구성된 대학교(UP) 시스템입니다. 필리핀에서 가장 높은 순위를 차지하는 대학은 딜리만 대학교, 아테네오 데 마닐라 대학교, 데 라 살 대학교, 그리고 산토 토마스 대학교입니다.
2019년 필리핀의 기본 문해율은 5세 이상 인구의 93.8%, 기능 문해율은 10세에서 64세 인구의 91.6%였다. 국가 예산의 상당 부분을 차지하는 교육은 2023년 ₱ 예산 5조 2,680억 원에서 9,000억 ₱가 배정되었다. 2023년 현재 필리핀에는 필리핀 국립 도서관과 연계된 1,640개의 공공 도서관이 있다.

## 종교

### 가톨릭
필리핀은 스페인의 영향으로 가톨릭 국가이며, 헌법으로 종교의 자유를 인정한다. 가톨릭은 에스파냐 식민지 시절에 에스파냐 왕실과 가톨릭 수도원들의 선교활동으로써 필리핀에 빨리 이식되었다. 실제 김대건 신학생과 최양업 신학생이 1840년 제1차 중영전쟁이 일어날 정도로 중국과 영국 사이의 외교관계가 악화되자, 필리핀 마닐라의 롤롬보이 성 도미니쿠스 수도원으로 피난을 가서 신학공부를 한 이유이기도 하다. 가톨릭은 유럽의 것과는 차이가 있으며 토테미즘과 융합된 형태로 많이 나타나곤 한다. 예를 들면, 필리핀 가톨릭에서는 십자가나 묵주 같은 상징물을 경배하는 모습을 보여준다.

### 개신교
필리핀은 스페인의 영향으로 대부분의 가톨릭 신자(80%)이며, 그 외 필리핀 성공회(영어: The Episcopal Church in the Philippines), 개신교(10%), 필리핀 독립교회 등의 독립 가톨릭교회가 있다. 필리핀의 개신교는 선교사들의 선교활동으로 전래되었으며, 가톨릭이 전래되지 않은 산간지역에서 선교활동을 했다고 전해진다.

#### 전통종교
필리핀 이슬람은 민다나오섬에 많이 살고 있다. 이는 스페인 식민지 시절 가톨릭 신자를 이주시키는 종교적인 이주정책으로 이슬람교도들이 살 곳이 없게 되었기 때문이다. 이 때문에 1960년대말부터 모로민족해방전선, 모로이슬람해방전선 등의 독립 요구로 이어졌다. 그 외 스페인의 식민지가 되기 전에는 정령신앙 등의 토착 종교가 있었으나 식민지가 된 이후에는 거의 없어졌다고 전해진다. 하지만 이슬람은 에스파냐 식민통치 기간에도 에스파냐의 식민통치에 동화되지 않았는데, 이슬람을 믿는 민나다오 섬과 술루 제도의 이슬람 왕국들이 에스파냐 식민통치에 굴복하지 않았기 떼문이다. 에스파냐가 필리핀의 모든 영토를 다스린 시기는 술루 제도의 이슬람 왕국이 굴복하면서부터였다.

## 문화
필리핀은 동양 문화와 서양 문화가 혼재되어 있다. 히스패닉(Hispanic, 로마인이 이베리아 반도를 일컫는 명칭 라틴어: Hispānia의 형용사형 Hispānus에서 유래함. 오늘날 히스패닉이란 용어는 주로 미국에 거주하는 라틴 아메리카 출신자들을 가리키는 말로 쓰이고 있다.)의 영향은 스페인과 멕시코에서 기원하는 것이다. 이 영향은 문학, 민속 음악, 민속 무용, 언어, 음식, 미술, 종교에서 뚜렷하다. 스페인에서 온 이민자들은 이 곳에 스페인과 멕시코의 관습, 전통, 요리 등을 도입하였다. 필리핀 요리는 아시아와 유럽 요리가 혼합된 것이다. 필리핀 전통에서 그들의 성인을 기념하는 바리오 피에스타스(Barrio fiestas)라 불리는 축제가 열린다. 가장 눈에 띄는 스페인의 유산으로서, 필리핀사람들에게는 스페인어로 된 성과 이름이 널리 퍼져 있다는 것이다. 이러한 특색은 아시아 인들 중에서 유일한 것으로서, 식민지 시대의 칙령인 "클라베리아 칙령"(Clavería edict: 이 칙령은 필리핀 사람들에 대한 성(姓)의 체계적인 배열, 스페인식 명명 체계의 실행을 담고 있다.)에서 비롯된 것이다. 스페인의 영향으로 로마 가톨릭문화가 필리핀을 지배하고 있고 남부의 큰 섬인 민다나오에는 이슬람 문화가 주류를 이룬다.

#### 의복
오늘날 대부분의 필리핀 사람들은 서구화된 보편적인 평상복을 주로 입지만, 중요한 자리에는 항상 필리핀 전통 상의인 바롱 따갈로그를 즐겨 입는다. 필리핀에서 축제나 기념식, 결혼식 같은 경우에 바롱 따갈로그를 입은 남자를 쉽게 볼 수 있다. "따갈로그 지방의 옷"(Baro ng Tagalog)이라는 뜻이다. 오늘날 실제로는 줄여서 바롱이라고 말한다. 처음 2개의 단어(Baro ng)가 변해 Barong으로 변했는데, " ~의 옷"이라는 뚯이다. 바롱은 4세기에 걸쳐 변천해 왔다. 그 과정에서 아직도 옛날의 특징이 남아 있다. 우선은 얇고 투명한 천을 사용하는 것이다. 그리고 입을 때는 바롱 안에 셔츠를 필히 입고 바깥에 바롱을 입는다. 또 바롱의 하단을 바지 안으로 넣지 않고 항상 바깥으로 내놓은 채 입는 것이 전통적인 특징이다. 바롱을 바깥으로 내놓고 입는 것은 필리핀의 더운 기후 때문으로 풀이되지만, 스페인 식민정책의 유산이라는 설도 강하게 어필하고 있다. 그것은 스페인 식민통치자들이 옷을 통해 쉽게 구별하기 위해 원주민들에겐 바롱을 입을 것을 강요했다고 한다. 그리고 투명한 천을 사용하게 한 것은 옷속에 무기를 감추지 못하게 하기 위해서고, 주머니를 만들지 못하게 한 것은 도둑질을 못하게 하기 위한 것이란다. 필리핀 원주민 사이에서도 장사를 해서 돈을 벌거나 농사를 크게 짓는 등 성공한 중산층이 차츰 생겨 났지만 원주민이라는 이유로 항상 바롱을 입어야 했다. 이러한 식민통치에 대한 반발로 이들은 원래의 바롱에는 없었던 전면의 다양한 장식을 하게 되었다고 한다. 그리고 긴소매 앞부분 상단에 단추를 달고 입고 벗을 때 단추를 끌를 수 있게 만들어져 있다. 주로 흰색의 천을 사용했으나 요즘은 색상이 조금씩 다양해지는 추세다.

#### 음식
필리핀 음식은 필리핀 사람의 인종만큼이나 다양한 종류를 자랑하지만 보통 사람들에게는 잘 알려져 있지 않다. 심지어 필리핀에 오면 먹을 게 없다는 불평을 하는 사람들이 많이 있다. 그것은 다른 동남아 국가처럼 자기만의 독특한 음식문화를 갖고 있기보다는 다른 여러 나라의 음식이 섞여 있다 보니 개성이 좀 모자라는 편이라고 하는 게 맞을 것이다. 그러나 필리핀의 음식은 열을 많이 가하지 않고 천연향을 중요시하는 경향이 많다. 그래서 음식의 맛이 단순해 보인다. 
필리핀 사람들의 주식은 우리와 같이 쌀이다. 보편적으로 차지지 않다. 그렇다고 차진 쌀이 없는 것도 아니다. 일종의 찹쌀인데 이름은 말락킷(Malagkit)이라고 한다. 그래서 차진 밥을 좋아 하는 한국인들은 디노라도(Dinorado)에다 말락킷을 섞어 먹는다. 디노라도 2kg에 말락킷 1kg이면 차진 밥이 된다. 가격은 상품 기준 디노라도가 상품 kg당 34페소 정도, 말락킷이 54페소 정도이다. 또한 서민들은 간식으로 '발룻'이라는 음식을 즐겨 먹는데 이것은 부화가 되기 직전의 오리알을 삶은 음식이다.
아침 식사는 주로 판데살을 먹는다.

#### 주거
필리핀 사람들은 그들의 집의 청결상태와 우아함을 주위사람들에게 내어 보이기를 즐겨하고 과시하고 싶어한다. 집안에서 살림을 하는 아내들은 청결을유지하기 위한 다양한 종류의 세제를 사용한다. 그들은 부드러운 풀로 만든 빗자루 같은 것을 쓰는데 작은 것은 벽의 장식이나 액자에 묻은 먼지를 터는데 사용되고 큰 것은 마루를 청소하는데 쓰인다. 그리고 거칠고 억센 빗자루는 물바닥 청소에 주로 이용된다. 닭털로 만들어진 먼지떨이는 작은 조각이나 장식들의 먼지를 터는 데 사용된다. 그 외에도 양동이 나무 손잡이가 달린 억센 솔, 버놋(코코넛 껍질), 쓰레받이, 빨래비누, 구고(옛날에 쓰여진 샴푸), 이스이스 잎사귀, 바나나 잎, 등유, 코코넛 기름 등이 집안에 사용되었다. 마루용 왁스는 집안 관리인들에 의해 만들어졌는데 초, 휘발유 등을 녹여서 만든다.

## 교통
필리핀의 교통에서는 도로, 항공, 철도 및 수상입니다. 도로는 인구의 98%와 화물의 58%를 운송하는 주요 교통 수단이다. 2018년 12월, 필리핀에는 210,528킬로미터(130,816마일)의 도로가 있다. 필리핀 육상 교통의 중추는 루손, 사마르, 레이테, 민다나오 섬을 연결하는 범필리핀 고속도로입니다. 섬 간 교통수단으로는 17개 도시를 연결하는 고속도로와 페리 노선이 통합된 919킬로미터(571마일) 길이의 스트롱 리퍼블릭 해상 고속도로가 있다. 지프니는 인기 있고 상징적인 공공 유틸리티 차량입니다. 기타 공공 육상 교통수단으로는 버스, UV 익스프레스, TNVS, 필카브, 택시, 삼륜차 등이 있습니다. 마닐라와 수도로 가는 간선 도로에서의 교통 문제는 매우 심각하다.
필리핀의 철도 교통은 더 넓은 역사적 용도에도 불구하고 메트로 마닐라와 라구나 및 케손 주 내에서 승객을 수송하는 데 제한되어 있으며, 비콜 지역에는 짧은 선로가 있다. 필리핀은 2019년 기준으로 철도 영업거리가 79km(49마일)에 불과했으며, 이를 244km(152마일)로 확장할 계획이었다. 도로 혼잡을 줄이기 위해 필리핀 남북도시철도등 철도의 부활이 계획되어 있다.
필리핀에는 2022년 기준 90개의 국영 공항이 있으며, 그 중 8개 공항이 국제공항입니다. 마닐라 국제공항으로 알려진 니노이 아키노 국제공항이 가장 많은 승객 수를 보유하고 있습니다. 2017년 항공 국내 시장은 필리핀의 국적 항공사이자 아시아에서 가장 오래된 상업 항공사인 필리핀 항공과 필리핀의 선도적인 저가 항공사인 세부 퍼시픽이 주도한다.
필리핀 전역에서 다양한 보트가 사용되고 있으며, 대부분은 방카 또는 방카로 알려진 더블 아웃트리거 선박입니다. 현대 선박은 통나무 대신 합판을 사용하고 돛 대신 모터 엔진을 사용하여 낚시와 섬 간 여행에 사용됩니다. 필리핀에는 1,800개 이상의 항구가 있으며, 이 중 주요 항구인 마닐라(국가의 주요 항구이자 가장 바쁜 항구), 바탕가스, 수빅만, 세부, 일로일로, 다바오, 카가얀 데 오로, 산토스 장군, 잠보앙가 등이 아세안 교통망의 일부입니다.

## 참고 문헌
1. 한국과 필리핀 시민사회의 경제 환경 비교 : A Comparative Study on the Economic Environment of Philippine Civil Society and Korean Society (저자명:신종화, 고영희)
2. 필리핀의 정치적 현대성 : The Political Modernity of the Philippines -Focused on the Historical Experiences of the Subjects of Civil Society- (저자명:신종화)
3. 민주화 이후 필리핀 사회운동의 변화 : Social Movements in the Post-democratization Philippines (저자명:박승우)
4. 필리핀의 평화교육과 평화과정 : A Study of Peace Education and Peace Process in the Philippines_ Centering on Mindanao (저자명:강순원)
5. 필리핀의 선거와 권력구조의 변화 : Philippine Elections and Changing Political Power Structure : Cases of the Presidential Elections after Democratization (저자명:김동엽)

## 같이 보기
- 필리핀의 민족
- 팬필리핀 하이웨이(영어판)
- 해외 필리핀 노동자(영어판), OFW
- 2018년 쿠웨이트-필리핀 외교위기(영어판)
- 재필리핀 한국인 - 동남아시아 지역에서는 한국인들이 베트남 다음인 2번째로 많이 거주하고 있다